# Clerodendrum buruanum
Clerodendrum buruanum là một loài thực vật có hoa trong họ Hoa môi. Loài này được Miq. mô tả khoa học đầu tiên năm 1867.